# 타가메 겐고로
타가메 겐고로(일본어: 田亀 源五郎 다가메 겐고로[*], 1964년 2월 3일 ~ )는 가명으로 활동하는 일본의 만화가이다. 게이 만화 장르에서 가장 많은 작품을 그려낸 영향력 있는 창작자로 여겨진다. 타가메는 고등학교 시절 야오이(남성 간 로맨스) 만화 잡지 《JUNE》에서 만화가로 데뷔한 후, 1980년대부터 일본 게이 남성 잡지에 만화와 산문 소설을 기고하기 시작했다. 학생 시절 다마 미술대학에서 그래픽 디자인을 공부했으며, 만화가로서의 경력을 뒷받침하기 위해 상업 그래픽 디자이너와 아트 디렉터로 일했다. 그의 만화 시리즈 《노리개》(嬲り者)는 원래 1992년부터 1993년까지 게이 남성 잡지 《Badi》에 연재되었으며, 1994년 단행본으로 출판된 후 큰 성공을 거두었다. 1995년 게이 남성 잡지 《G-men》을 공동 창간한 후, 타가메는 전업 게이 만화가로 활동하기 시작했다.
경력의 대부분 동안 타가메는 오로지 에로틱하고 포르노그래피적인 만화만을 창작했는데, 이 작품들은 사도마조히즘, 성폭력, 극단적 남성성에 대한 그래픽적 묘사로 특징지어진다. 2010년대부터 타가메는 성소수자 주제와 소재를 다루는 비포르노그래피 만화를 동시에 제작하기 시작하면서 주류의 인정을 받게 되었다. 일반 대중을 대상으로 한 첫 시리즈인 2014년 만화 시리즈 《아우의 남편》은 광범위한 비평가들의 찬사를 받았으며 일본 미디어 예술제상, 일본만화가협회상, 아이스너상을 수상했다. 타가메는 또한 다권 예술 선집 시리즈 《일본의 게이 에로틱 아트》를 통한 미술사가로서의 공헌으로도 주목받고 있다.

## 생애

### 어린 시절과 경력
타가메는 1964년 2월 3일 가마쿠라에서 태어났다. 가문의 먼 조상은 사무라이였다. 두 형제 중 동생인 타가메는 어린 시절 데즈카 오사무의 작품을 제외하고는 만화를 읽는 것이 금지되었는데, 그의 부모는 데즈카의 작품이 문학적 가치가 있다고 믿었기 때문이다. 그는 이발소 대기실에서 소년 만화를 읽으며 더 넓은 범위의 만화를 접하게 되었는데, 특히 폭력적이고 성적인 주제를 자주 다루는 호러 작가 우메즈 카즈오와 나가이 고의 작품이 주목할 만했다. 그는 어릴 때부터 그림을 그리기 시작했으며, 중학교 때는 이미 급우들과 선생님들을 위해 아마추어 만화를 그리고 있었다. 10대 초반에 그는 마르키 드 사드의 소설을 읽고 언더그라운드 BDSM 만화 동인지 자료를 재발행하는 잡지 《르네상스》를 발견한 후 포르노그래피 만화를 그리기 시작했다.  타가메는 자신이 게이라는 사실을 깨닫기 전부터 BDSM에 대한 관심을 발견했다고 말한 바 있다.
그는 "나체의 구속된 남성"이 등장하는 영화(예: 이탈리아 《헤라클레스》 시리즈와 찰턴 헤스턴이 출연한 《혹성탈출》)를 보고 게이 남성 잡지 《사부》(さぶ)를 발견한 후 자신의 동성애 성향을 인식하게 되었다. 그는 《사부》에서 로맨스에 초점을 맞춘 이야기에는 관심이 없었고, 사도마조히즘에 초점을 맞춘 이야기에 끌렸다. 고등학교 때 타가메는 전문적으로 만화를 그리기 시작했고, 1982년 필명으로 만화 잡지 《JUNE》에 기고했다. 《JUNE》은 주로 여성 독자를 대상으로 하는 야오이(남성 간 로맨스 만화, 보이즈 러브 또는 BL로도 알려짐) 잡지로, 복잡한 줄거리와 사회적 사실주의를 다룬 아방가르드한 이야기로 유명했다. 《JUNE》에 실린 타가메의 첫 이야기는 남자친구에 의해 아버지가 살해당한 "여장을 하는 예쁜 소년"에 관한 것이었다. T 타가메는 고등학교 시절 내내 자신의 성정체성과 사도마조히즘에 대한 관심으로 갈등했으며, 대학 1학년 때까지 커밍아웃을 하지 않았다.
고등학교를 졸업한 타가메는 도쿄 대학에 입학해 은행원이 되기를 바라는 부모의 기대와는 달리 도쿄로 이주해 다마 미술대학에서 그래픽 디자인을 공부했다. 대학 시절 내내 그는 다양한 필명으로 《바라조쿠》(薔薇族), 《르네》(René)를 비롯한 기타 게이, BL 잡지에 게이 에로틱 소설, 일러스트레이션, 만화를 투고했다. 나중에는 "타가메 겐고로"라는 필명을 고정으로 선택했는데, 두 단어 모두 물벌레의 다른 종을 나타내는 일본어 용어로, 타가메는 다른 일본 게이 아티스트들이 사용하는 "마초적이거나 로맨틱한" 필명과 자신을 구별하기 위해 이를 선택했다. 유럽 학생 미술 여행 중 타가메는 런던의 한 서점에서 미국 레더 잡지 《드러머》를 발견했다. 이 잡지는 톰 오브 핀란드, 렉스, 빌 워드와 같은 서양 아티스트들의 동성애적이고 페티시적인 일러스트레이션을 특징으로 했으며, 타가메의 예술에 큰 영향을 미쳤다. 대학 졸업 후 그는 상업 그래픽 디자이너로, 그 후에는 아트 디렉터로 일하면서 계속해서 만화와 산문 소설을 썼다.

### 게이 에로틱 만화
1980년대에는 로버트 메이플소프와 에드먼드 화이트 같은 미국 게이 아티스트들의 작품이 문화적으로 유입되면서 일본에서 이에 영감을 받은 게이 미디어의 인기가 높아졌다. 일본 출판사들이 게이 아티스트들이 만든 게이 아트에 대한 이러한 새로운 관심을 활용하고자 하면서, 타가메는 《JUNE》, 《바라조쿠》를 비롯한 기타 잡지에서의 작품을 바탕으로 영향력 있는 아티스트로 부상했다. 타가메는 1987년 《사부》에서 게이 에로틱 만화가로 데뷔했다. 타가메의 이전 작품을 출판했던 이성애자와 여성 지향의 야오이 및 BL 잡지와는 대조적으로, 《사부》는 게이 남성들이 게이 남성 독자를 위해 제작한 잡지였다. 원래 1992년부터 1993년까지 게이 남성 잡지 《Badi》에 연재되었던 그의 만화 시리즈 《노리개》(嬲り者)는 1994년 단행본으로 출판되어 일본에서 처음으로 수익을 낸 게이 만화 작품이 되었다. 《노리개》의 돌파구적 성공은 야오이와는 대조적으로 게이 남성 독자를 위한 동성애 관계에 관한 만화인 게이 만화의 상업적 범주로서의 실행 가능성을 보여주었고, 이를 "문화적 가치와 예술적 중요성을 지닌" 장르로 확립했다. 타가메의 두 번째 장편 시리즈인 824페이지, 3권으로 구성된 역사 대작 《은의 꽃》(男女郎苦界草紙～銀の華)에 대해 그레이엄 콜베인스는 주로 포르노그래피에 초점을 맞춘 이야기를 넘어 복잡한 내러티브와 미학적 요소를 포함하여 "게이 만화가 서사적으로 할 수 있는 범위를 넓혔다"고 언급하였다.
1995년, 타가메와 《Badi》의 두 편집자는 게이 남성 잡지 《G-men》을 창간했는데, 이는 "Gengoroh's Men"(겐고로의 남자)의 약자이다. 이 잡지는 남성적이고 체격이 큰 남성을 묘사하는 작품에 초점을 맞추었고, 나이 든 근육질의 체형을 묘사하는 만화를 특징으로 했다. 《G-men》은 당시 게이 미디어에서 인기 있던 섬세하고 양성적인 소년과 젊은 남성의 미학인 비쇼넨에서 벗어나 "게이 잡지의 현상을 바꾸려는" 타가메의 집중적인 노력의 일환이었다. 《G-men》은 성공을 거두었고, 1996년까지 타가메는 전업 게이 만화가로 일하고 있었다. 이 잡지는 1990년대와 2000년대 초반에 발표된 타가메의 만화 대부분을 연재했는데, 특히 《그대여 기억하는가 남쪽의 감옥을》(君よ知るや南の獄)과 《PRIDE》가 주목할 만하다. 타가메는 이 시기에 계속해서 연재 만화를 단행본으로 출판했는데, 처음에는 게이 포르노그래피 제작 회사를 통해, 나중에는 정식 출판사를 통해 출판했다. 2003년부터 타가메는 1950년대부터 현재까지의 일본 게이 에로틱 아트의 역사를 다루는 다권 게이 에로틱 아트 선집 시리즈 《일본의 게이 에로틱 아트》(日本のゲイ・エロティック・アート)를 출판하기 시작했다.

### 세계적 성공과 크로스오버

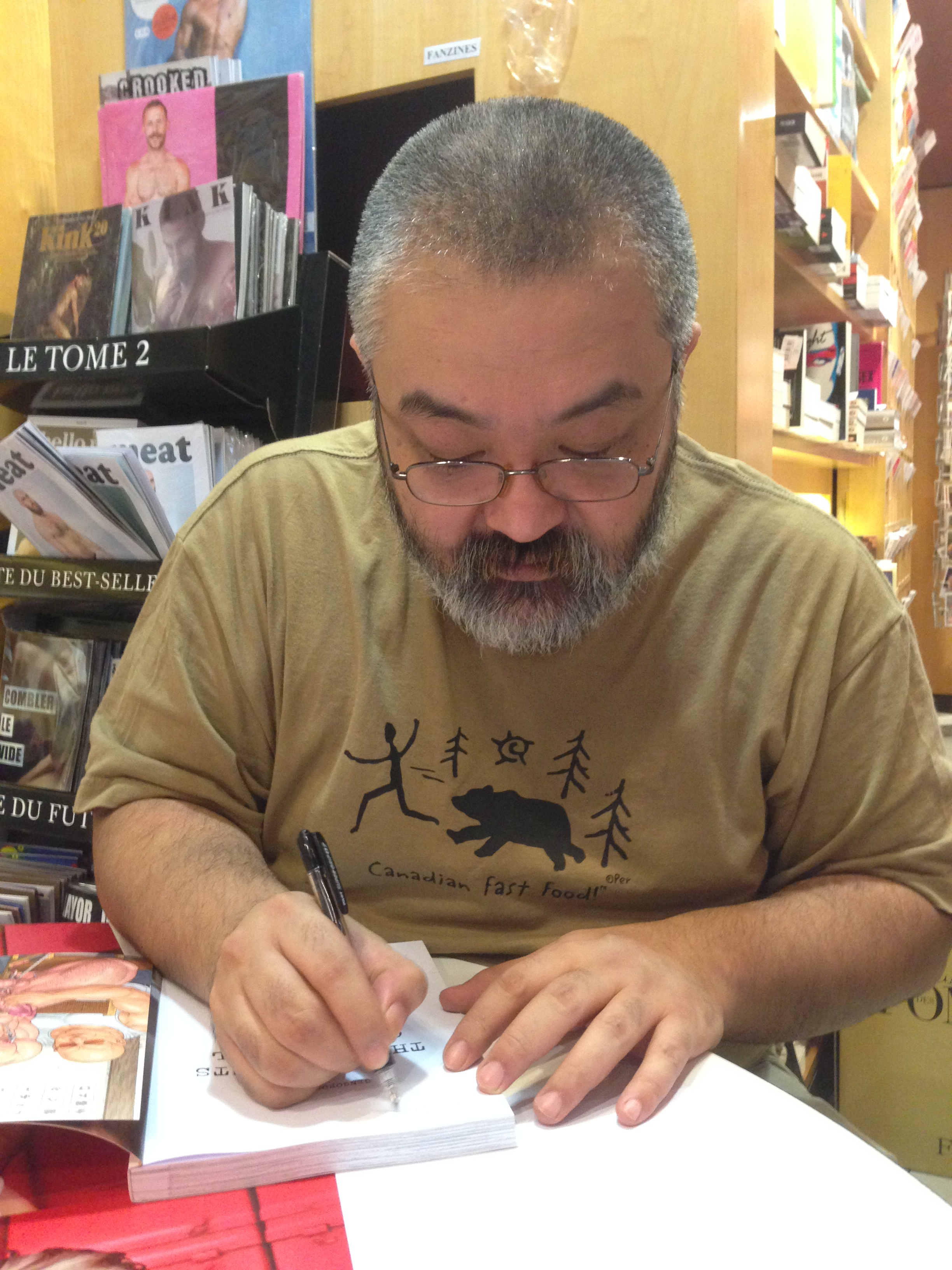
2015년 프랑스 파리에서 진행된 행사에서 타가메 겐고로

타가메는 2000년대부터 그의 작품의 불법 복제 및 스캔 번역 버전의 유통을 통해 세계적 독자층을 확보하기 시작했다. 2005년 프랑스 출판사 H&O 에디션이 그의 만화 시리즈 《군지》(軍次)의 번역본을 출시한 후 그의 작품들이 공식 라이선스 번역을 받기 시작했고, 2009년에는 파리에서 그의 작품 전시회가 열렸다. 2012년, 라이언 샌즈와 마이클 드포지가 출판한 에로틱 만화 선집 《틱니스》(Thickness)에 타가메의 단편 만화 《스탠딩 오베이션》(Standing Ovations)의 영어 번역본이 실렸는데, 이는 타가메의 만화가 공식 라이선스를 받아 영어로 번역되어 출시된 첫 사례였다. 미국 출판사 픽처박스(PictureBox)는 2013년 타가메의 만화 영어 선집인 《타가메 겐고로의 열정》(The Passion of Gengoroh Tagame)을 출판했다. 또한 타가메의 여러 작품들이 현재는 폐업한 출판사 브루노 크뮌더 페를라크(Bruno Gmünder Verlag)를 통해 영어로 번역되었다.
2013년, 타가메는 출판사 후타바샤의 편집자들로부터 일반 독자를 위한 만화 시리즈를 만들어달라는 제안을 받았다. 이전에도 타가메는 주류 만화 잡지들로부터 포르노그래피가 아닌 자전적 만화 시리즈를 만들어달라는 제안을 받았지만, "더 주류적인 작품을 쓰면서 내 스타일과 독자층을 포기하고 싶지 않다"는 이유로 거절한 바 있다. 2010년대 초부터 타가메는 동성결혼이 일본의 주류 언론에서는 거의 다뤄지지 않았지만, 자신의 트위터 계정에서 이 주제에 대해 글을 올렸을 때 이성애자 팬들 사이에서 상당한 관심을 불러일으켰다는 점에 주목했다. 이에 따라 타가메는 후타바샤에 이성애자 캐릭터의 관점에서 본 일본의 동성 결혼과 LGBT 권리에 대한 시리즈를 제안했고, 그 결과물이 2014년부터 2017년까지 청년 만화(젊은 성인 남성을 위한 만화) 잡지 《월간 액션》에 연재된 《아우의 남편》이었다. 이 시리즈는 널리 호평을 받았고 수많은 상을 수상했으며, 2018년 NHK에서 방영된 실사 TV 드라마로 각색되었다.
타가메는 계속해서 에로틱 만화와 전연령 만화를 동시에 창작하고 있는데, 《아우의 남편》을 만든 경험이 "전연령 만화를 그리는 것이 얼마나 재미있는지 깨닫게 해주었다."라고 말하며 에로틱 작품과 전연령 작품의 창작을 균형 있게 하는 것이 "정신적으로 매우 건강하다"고 말했다. 일반 독자를 대상으로 한 그의 두 번째 시리즈인 《우리의 색채》는 2018년부터 2020년까지 《월간 액션》에 연재되었다.

### 스타일과 영향
타가메는 자신의 스타일을 '쿠마케이'(熊系, 문자 그대로 "곰 타입")라고 설명하는데, 이는 그가 그리는 남성적이고 근육질이며 체모가 많은 남성들을 묘사하는 용어이다. 성(性; 섹스)은 일반적으로 타가메의 만화에서 주요 초점이며, 그의 작품들은 거의 예외 없이 페티시적 성격을 띠고 있어 본디지, 훈육, 레더, 피스팅, 사도마조히즘 등을 묘사한다. 이러한 주제들은 종종 초현실적이고 과현실적인 성적 시나리오를 만들어내기 위해 과학 소설, 판타지, 역사 소설을 활용함으로써 증폭된다. 타가메는 자신의 만화가 "세상의 아주 작은 소수를 대표한다. 현실 세계에서는 대다수의 사람들이 성생활에서 고문을 좋아하지 않는다. 하지만 나는 그들을 위해 쓰는 것이 아니다."라고 인정했다. 타가메는 분변기호증이나 사실적인 폭력과 같은 극단적인 페티시 소재는 드물게 묘사하며, 자신의 포르노그래피 작품의 주요 목적은 성적 흥분을 불러일으키는 것이지 혐오감을 주는 것이 아니라고 언급했다.
남성적인 남성의 성적 묘사를 특징으로 하는 만화 예술이 타가메만의 독특한 것은 아니지만, 학자 윌리엄 아머는 그의 작품이 "남성들 사이의 권력 관계가 어떻게 에로틱화될 수 있는지"에 대한 관심을 통해 다른 동료 만화가들과 구별된다고 주장한다. 그의 만화는 미학적 특성과 심리적 복잡성으로 주목받았으며, 아머는 "타가메가 한편에서 그래픽 카툰 포르노로 이야기를 제시하지만, 다른 한편으로는 이미지와 문구에 동성사회성이 어떻게 쉽게 동성애로 변모할 수 있는지에 대한 더 깊은 의미를 담아내고 있다. 이는 그의 남성 캐릭터들이 헤게모니적 남성성의 예시로 배치되어 있음에도 불구하다."라고 썼다. 타가메 자신은 "내가 에로티카에서 시도한 것은 그것을 예술의 수준으로 끌어올리고 인간성을 묘사하는 데 주로 봉사하는 예술의 관점에서 그것을 생각하는 것"이라고 말했다.
대부분의 게이 만화 작가들이 게이 남성 독자만을 대상으로 작품을 만드는 반면, 타가메는 상당한 이성애자와 여성 독자층을 가지고 있다는 점에서 주목받는다. 타가메는 작품이 특정 독자층에 의해 주로 읽힐 형식으로 출판될 때는 자신의 스타일을 조정한다고 말하며, "게이 남성 잡지에 글을 쓸 때는 주로 주인공의 주도권과 내면성에 관한 것이다. 여성들도 읽을 것이라는 걸 알 때는 [...] 그들은 실제 관계와 커플링을 보는 데 더 관심이 있다."라고 언급했다. 타가메의 작품이 다양한 독자층을 끌어들이는 이유에 대해 앤 이시이는 "타가메가 하는 일의 어떤 부분은 게이가 되는 것과는 관계가 없다 [...] 그것은 욕망과 욕망의 더 어두운 면에 관한 것이다. 내게는 그것이 어떤 성적 범주에도 들어맞지 않는다."라고 가정한다.
타가메는 자신이 영향을 받은 작가로 일본과 서양 아티스트들을 모두 언급하는데, 카라바조, 미켈란젤로, 마르키 드 사드, 츠키오카 요시토시, 미시마 고, 후나야마 산시, 오다 토시미, 마루오 스에히로, 하나와 카즈이치, 히라구치 히로미, 빌 워드 등이 포함된다. 어린 시절 타가메가 읽은 고전 미술 선집에서 처음 접한 헬레니즘과 바로크 미술의 누드 인물상은 그의 작품에 큰 영향을 미쳤다. 서양과 일본의 영향을 고려할 때, 타가메는 서양 기독교 미술이 누드와 굴욕의 묘사에 영감을 주었고(예: 카라바조의 그리스도 십자가형 묘사), 슌가(에도 시대에 기원한 목판 춘화)와 같은 일본 고전 미술은 폭력의 묘사에 영감을 주었다고 언급한다.

## 주제와 모티프

### 과잉 남성성
타가메의 작품 대부분은 극단적 남성성과 관련된 개인적, 신체적 특성을 가진 남성들을 묘사한다. 발달된 근육, 체모가 많은 신체, 큰 성기, 과장된 양의 사정액, 마초이즘, 극단적이거나 폭력적인 성행위 참여 등이 이에 해당한다. 타가메는 남성적으로 인식되는 남성들이 "사회적 압박에 어떻게 반응하는지"와 "필요 이상으로 자신의 남성성을 수행하는지", "남성이 규범적 사회에서 일반적으로 참여하지 않을 것이라고 여겨지는 활동에 참여함으로써 남성성을 잃게 될 경우" 그러한 태도가 어떻게 변화하는지에 관심이 있다고 밝혔다. 아머는 지배적인 성향의 대학생이 마조히스트 교수에 의해 복종으로 훈련되는 《PRIDE》와 오즈 야스지로의 《바람 속의 암탉》과 에도가와 란포의 《애벌레》에서 영감을 받은 《어둠 속의 군계》를 타가메 작품에서 극단적 남성성 주제의 대표적인 예로 지목한다.
타가메의 예술 작품은 종종 '바라'와 연관되는데, 이는 해외의 관객들이 남성적인 남성을 특징으로 하는 일본 에로틱 아트를 지칭하는 데 사용하는 구어이다. 타가메는 이 용어가 역사적으로 게이 남성을 비하하는 데 사용되었다는 점을 들어 이러한 연관성을 거부하며 "나쁜 함의를 가진 매우 부정적인 단어"라고 말했다. 타가메의 작품은 종종 톰 오브 핀란드와 같은 아티스트들과 관련된 "마초" 게이 아트 운동과 함께 분류되는데, 이 운동은 1960년대 초 미국 바이커 문화에서 등장하여 나중에 게이 남성들에 의해 여성스러움과 거세의 고정관념에 대항하기 위해 채택되었다. 디자이너 칩 키드는 이러한 연관성에 이의를 제기하며 "톰 오브 핀란드의 캐릭터들이 유쾌하고 강인하며 게임을 즐기는 것처럼 묘사되었지만, 그들은 결코 살아있는 것 같지 않다. 대조적으로 타가메의 캐릭터들은 거의 견딜 수 없을 정도로 살아있다."라고 주장했다.
에드먼드 화이트는 타가메가 묘사하는 극단적 남성성 이상이 메이지 시대 문학, 특히 "여성을 기쁘게 하고 이성애자가 되기에는 충분히 세련되지 않은, 무례하기 때문에 동성애자인 전사, 남부 출신의 농민, 점잖은 사회에 어울리지 않는" 남성 원형 캐릭터와 더 범주적으로 유사하다고 주장한다. 아머는 타가메의 작품이 동아시아 남성을 거세되고 무성적인 존재로 묘사하는 고정관념을 전복시킴으로써 서양의 동료 게이 만화가들과 구별된다고 지적한다. 그는 "타가메의 남성들이 그려지는 방식과 서양 에로틱 게이 만화의 남성 캐릭터들이 묘사되는 방식에는 큰 차이가 없어 보이지만 [...] 백인, 서양의 관점에서 볼 때, 타가메의 과잉 남성적인 일본 남성 묘사는 많은 서양 게이 문화 내에서 아시아 남성들이 일반적으로 마른 체형에 작은 성기를 가진 연약한 약자이며 크고 근육질의 마초 백인들의 즐거움을 위해 관계를 맺는다는 고정관념을 무너뜨리는 것으로 간주될 수 있다"고 썼다.

### 사도마조히즘과 성적 폭력
타가메의 만화에서 모든 성적 묘사가 사도마조히즘과 성적 폭력을 포함하는 것은 아니지만, 이는 그의 작품에서 흔한 주제이다. 화이트는 "타가메 겐고로의 세계에서는 어떤 남자도 기꺼이 삽입당하지 않는다."라고 썼다. 타가메의 BDSM 중심 작품들은 종종 강간, 수간, 근친상간, 신체 개조와 같은 다른 금기된 주제들도 다룬다. 그의 작품들이 다루는 주제가 종종 노골적임에도 불구하고, 비평가들은 일반적으로 타가메의 예술을 역겹거나 끔찍한 소재에 초점을 맞춘 '에로 구로' 또는 '에로틱 그로테스크' 예술로 간주하지 않았다. 타가메는 고어와 공포를 노골적으로 묘사하기보다는 "파괴의 아름다움"과 "무너지고 있는 사람"을 묘사하는 셰익스피어 비극, 독일 오페라, 일본 민담에서 BDSM 이야기의 영감을 얻는다고 말한다. 예를 들어, 그의 만화 《MISSING》에서 한 남자가 동생을 납치하고 고문한 부패한 군 장교들에게 잡혀간 뒤 그들을 살해하고 풀려나지만, 살인 행위는 의도적으로 직접 묘사되지 않는다.
BDSM에 초점을 맞춘 타가메의 작품들은 종종 BDSM이나 다른 페티시적 관계에 참여한 결과로 자기 발견의 과정을 겪는 주인공을 묘사한다. 대부분의 경우, 이러한 이야기들은 BDSM과의 관계로 인해 지배적인 성적 역할에서 복종적인 성적 역할로 변화하는 남성적인 남자를 다룬다. 예를 들어, 성적으로 지배당하고 고문당하는 '알파' 남성들이나 책임감이나 의무감 때문에 스스로 성적으로 비하되도록 허용하는 남성들의 이야기가 있다. 콜베인스는 BDSM을 자기 발견의 과정으로 묘사함으로써 타가메의 이야기들이 "인간 드라마의 공감할 수 있는 틀 안에" 놓인다고 주장하는 반면, 키드는 "전형적인 타가메 캐릭터는 갑자기 상황이 역전된 궁극적인 성숙한 난폭한 권위의 상징으로 볼 수 있다"고 지적한다. 이러한 주제의 예로는 성노예로 잡혀간 남자가 새로운 지위를 즐기게 되어 자신의 포획자들이 자신의 욕망에 복종하도록 강요하는 《Endless Game》과 일본 가라테 챔피언이 각 경기의 승자가 패자를 항문 성교하는 미국 격투 토너먼트에 참가하게 되는 《아레나》(闘技場～アリーナ)가 있다.

### 일본 전통주의
타가메의 작품은 종종 일본의 역사적 배경을 묘사하거나, 플롯이나 주제 면에서 전통적인 일본 미학을 크게 활용한다. 동성애가 일본에서 고대부터 역사를 가지고 있지만, 메이지 시대(1868년~1912년) 동안의 서구화 과정에서 동성애에 대한 관용에서 벗어나게 되었고, 한때 받아들여졌던 게이 표현 형태들이 병리화되고 범죄화되었다. 전통주의와 현대주의 사이의 이러한 긴장은 타가메의 에로틱 만화에서 계층 구조의 묘사를 통해 나타난다. 예를 들어, 일본 사회의 가부장적 성격에 초점을 맞추거나 불공정한 봉건 질서의 상징적 표현으로서의 사무라이 캐릭터들을 다루는 작품들이 있다. 타가메는 "이러한 계층 구조가 실패하는 방식에 매료되었다"고 말하며, 일본 전통주의와 관련된 계층 구조에 대한 자신의 동시적인 좌절과 매력에 대해 다음과 같이 설명한다.
계층 구조에서 떨어지는 것은 궁극적인 사도마조히즘 행위이다. 나는 개념적으로 일본의 아름다움과 전통에 대한 관념이 매력적이지 않다고 생각하지만, 픽션의 요소로서 그러한 원칙들의 파괴에서 비범한 에로스를 느낀다.
타가메의 초기 장편 연재 작품 중 하나인 《은의 꽃》은 에도 시대를 배경으로 한 역사 드라마로, 빚을 해결하기 위해 성노예를 강요받는 전직 부유한 사업가의 이야기를 다룬다. 남성 고객들의 손에 의해 겪는 학대와 굴욕의 과정을 통해 캐릭터는 자신이 마조히스트라는 것을 깨닫게 된다. 콜베인스는 이 시리즈가 "서구의 죄와 '소도미'의 개념에 구속되지 않고 남성 간 섹슈얼리티가 일본 사회에서 번성했던 시기를 조명한다"고 지적한다. 서구에서 부과된 성에 대한 금기가 없는 전근대 일본 마을에 초점을 맞춘 《시골의사》에서 타가메는 "과거 사람들이 더 보수적이었고 현재는 더 자유롭다고 생각하는 이 관념을 뒤집어 보고자 한다"고 말한다.
전통주의의 주제는 타가메의 전연령 만화에서도 유사하게 나타나지만, 비성적인 맥락에서 현대 일본의 동성애에 대한 사회적 태도를 검토하는 방식으로 드러난다. 《아우의 남편》에서 주인공 야이치는 죽은 쌍둥이 형제의 남편을 만난 후 게이에 대한 자신의 선입견을 고찰하게 되는데, 그가 초반에 보이는 동성애 혐오는 일본의 LGBT 권리에 대해 널리 퍼진 보수적 태도를 반영한다. 타가메는 관용과 수용으로 향하는 야이치의 캐릭터 아크가 그의 BDSM 만화의 주제를 더욱 반영한다고 지적하는데, 여기서 캐릭터들은 현실의 수용과 자신의 욕망과 행복의 부정 사이에서 선택에 직면한다.

## 작품

### 만화
다음은 타가메의 연재 및 단편 만화 작품 목록이다. 연재는 일반적으로 나중에 단행본(단권본)으로 출판되는 다장 작품을 의미하며, 단편은 때때로 나중에 선집으로 모아지는 단일 장 작품을 의미한다.

## 수용과 영향
타가메는 가장 많은 작품을 그려낸 영향력 있는 게이 만화 창작자로 여겨진다. 만화 선집 《Massive: Gay Erotic Manga and the Men Who Make It》은 타가메를 "의심의 여지없이 게이 만화의 성공에 가장 직접적인 책임이 있는 개인"이라고 언급하며, 키드는 그의 작품 세계를 마르키 드 사드, 피에르 파올로 파솔리니, 미시마 유키오의 작품에 비유했다.
인류학자 윔 룬싱은 타가메가 개척한 "곰 타입" 미학이 도쿄의 게이 지역인 신주쿠 니초메에서 주요한 스타일 변화를 촉발했다고 평가한다. 《G-men》의 출판 이후, 게이 남성들 사이에서 인기 있던 "날씬하고 매끈한" 깨끗이 면도한 스타일은 "수염, 턱수염, 콧수염 [...] 극도로 짧은 헤어스타일이 가장 흔해졌고, 넓고 근육질의 몸매, 곧 통통하고 확실히 뚱뚱한 체형이 매우 유행하게 되었다." 타가메의 《G-men》 설립 작업은 또한 게이 만화 장르에서 신진 인재들을 위한 인큐베이터를 제공하고, 지라이야와 같은 아티스트들의 경력을 시작하게 한 것으로 평가받는다. 그의 《일본의 게이 에로틱 아트》 제작에서의 아카이브 노력은 더 나아가 일본 에로틱 아트의 "게이 아트 정전"을 발전시킨 것으로 인정받는다. 타가메의 비평가들 중에는 게이 에로틱 아티스트 히로세가와 스스무가 있는데, 그는 타가메의 예술을 "S&M 연극"이라고 묘사하고 그의 만화를 "타가메의 SM-슈미오(취미)의 단순한 발현"이라고 비판했다. 룬싱은 "[타가메의] 이야기들이 그리 정교하지 않기 때문에 [히로세가와의] 주장에 반박하기 어렵다"고 동의한다.
타가메는 주로 《아우의 남편》으로 여러 상을 수상했다. 이 시리즈는 2015년 제19회 일본 미디어 예술제에서 우수상을 받았고, 2018년 일본만화가협회상을 수상했다. 국제적으로는 2018년 아이스너상에서 미국 최고 국제 만화 아시아 부문을 수상했다. 타가메의 작품들은 2019년 대영박물관의 만화 역사 전시회의 일부로 전시되었다.

## 주해
1. ↑  일본어로 장미라는 뜻을 가진 단어 '바라'(薔薇)는 게이 남성을 지칭하는 데 사용하는 영어 표현 팬지와 거의 유사하다.[36]